# Influence des traumatismes de l'enfance dans la psychopathie
L'influence des traumatismes de l'enfance sur le développement de la psychopathie à l'âge adulte reste une question de recherche active. Selon Hervey M. Cleckley, une personne psychopathe est quelqu'un qui est capable d'imiter une personne fonctionnant normalement, tout en masquant ou en cachant son manque de structure interne de la personnalité. Il en résulte un trouble interne avec des conduites délibérées et préjudiciables récurrentes. Bien qu'elles se présentent comme sérieuses, brillantes et charmantes, les personnes psychopathes sont incapables de ressentir de vraies émotions. Le modèle à deux facteurs de Robert Hare et le modèle triarchique de Christopher Patrick ont tous deux été développés pour mieux comprendre la psychopathologie ; cependant, la question de la nature principalement environnementale ou principalement génétique de cette dernière reste une question non élucidée.
Bien qu'il n'existe aucune corrélation prouvée entre les expériences traumatiques de l'enfance et la psychopathie, une histoire de traumatisme infantile montre une certaine relation avec les traits psychopathiques et l'inhibition des attitudes altruistes. Les comportements parentaux tels que le rejet, l'abus, la négligence ou la surprotection montrent une certaine relation avec le développement de traits psychopathiques nuisibles. Des différences entre les sexes ont également été observées : par exemple, les hommes peuvent présenter une association plus forte entre l'audace et l'expérience de négligence dans l'enfance, ainsi qu'entre la méchanceté et l'expérience de maltraitance pendant l'enfance.

## Psychopathie
La psychopathie ou personnalité psychopathique est un état clinique qui a d'abord fait l'objet de recherches approfondies par le psychiatre américain Hervey Cleckley, qui a écrit sur la pathologie de la personnalité dans son livre, The Mask of Sanity. Cleckley décrit la personne psychopathe comme « à l'extérieur, quelqu'un qui peut imiter parfaitement une personne fonctionnant normalement, masquant ou cachant un manque fondamental de structure interne de la personnalité (par exemple, l'organisation de la personnalité en termes de ses composants fondamentaux et durables et de leurs relations les uns envers les autres), aboutissant à un trouble interne qui conduit à des comportements nuisibles délibérés récurrents, souvent plus préjudiciables à soi-même qu'aux autres. Les psychopathes, malgré leur apparence sérieuse, intelligente et même charmante, sont incapables de ressentir de vraies émotions. Cleckley se demande si cet acte de raison est volontairement entrepris afin de cacher un manque de structure sous-jacente, mais constate qu'il cache un défaut neuropsychiatrique conceptuel majeur qui n'a pas encore été correctement défini.
À partir des travaux et de la conceptualisation de la psychopathie de Cleckley, le psychologue canadien Robert Hare a développé la liste de contrôle de la psychopathie (PCL-R), conçue pour détecter et mesurer la présence de psychopathie. Hare a formulé la psychopathie en deux facteurs : le premier (principal) qu'il définit comme « l'utilisation égoïste, insensible et impitoyable des autres » et le deuxième (secondaire) qu'il définit comme « un mode de vie chroniquement instable, antisocial et socialement déviant ».
En utilisant une combinaison des travaux de Cleckley et Hare avec ses propres conceptualisations, le psychologue Christopher Patrick a formulé le modèle triarchique de la psychopathie pour mieux comprendre l'évaluation psychopathique et pour résoudre les problèmes non résolus dans le domaine. Le modèle de Patrick formule la psychopathie comme englobant trois dispositions phénotypiques distinctes mais interdépendantes : l'audace (dominance sociale et intrépidité), la méchanceté (agressivité envers les autres) et la désinhibition (problèmes de contrôle des impulsions).
La question de savoir ce qui pousse quelqu'un à développer une psychopathie ou des traits de personnalité psychopathiques fait l'objet de recherches depuis des années. Une question prédominante dans le domaine est de savoir si l'environnement social ou la génétique sont plus influents dans le développement de la pathologie. Certains ont soutenu que la génétique est au cœur de la psychopathie en ce qui concerne le dysfonctionnement émotionnel et la réactivité émotionnelle réduite. Cependant, d'autres affirment que les facteurs environnementaux et sociaux (tels que les traumatismes de l'enfance) sont au premier plan du trouble, mais dépendent du fait qu'ils entrent dans la conceptualisation de Hare de la psychopathie « primaire » ou « secondaire ».

## Traumatisme de l'enfance
Les traumatismes de l'enfance peuvent entraîner une grande variété d'expériences, notamment vis-à-vis de la mort, du divorce, de la violence, des abus sexuels, des maladies et autres. En 2018, l'Organisation mondiale de la santé a publié que chaque année, 40 millions de jeunes de moins de 15 ans sont victimes de violence.
Il existe quatre types communément définis de maltraitance et de négligence pendant l'enfance : abus physique , abus sexuel , abus émotionnel, négligence physique ou émotionnelle : l'incapacité de répondre aux besoins physiques et émotionnels fondamentaux.
Les expériences négatives dans l'enfance ont été liées à un large éventail de résultats négatifs sur la santé mentale et biologiques, notamment : état de stress post-traumatique (TSPT), dépression, anxiété, pathologie de la personnalité, maladie cardiovasculaire, diabète.

## Influence du traumatisme de l'enfance sur la psychopathie
Des éléments remettent en question l'influence que les expériences traumatisantes de l'enfance peuvent avoir sur le niveau de psychopathie d'une personne. Alors que certains chercheurs ont découvert que la génétique contribue à la psychopathie, la génétique ne peut à elle seule expliquer l'étiologie de la psychopathie. Les effets du traumatisme de l'enfance peuvent être observés dans la relation qu'il entretient avec les traits psychopathiques et l'inhibition des attitudes altruistes. Dans l'enfance, les hommes qui présentent des niveaux plus élevés de traits psychopathiques sont plus susceptibles d'avoir subi des abus et de la négligence, en particulier de la négligence émotionnelle, des abus émotionnels, des abus physiques et des abus sexuels. Parce que la psychopathie a été fortement associée à des déficits interpersonnels et sociaux, les effets de la négligence émotionnelle sont importants dans l'évaluation. Cela peut poser des défis, car la négligence émotionnelle ne montre pas les signes physiques de dommages causés par la violence physique, et peut néanmoins influencer les effets psychopathiques néfastes. Cela ne veut pas dire que la maltraitance et la négligence des enfants provoquent automatiquement une psychopathie, mais qu'il est hautement improbable que les personnes présentant des caractéristiques psychopathiques sévères n'aient pas souffert d'abus et de négligence dans leur enfance.
Le comportement qu'un parent manifeste (par exemple, rejet, surprotection, chaleur émotionnelle) envers son enfant entre en ligne de compte dans le développement de traits psychopathiques. Le modèle de psychopathie créé par Christopher Patrick révèle des associations entre la désinhibition, la méchanceté et l'audace, en réponse à la maltraitance infantile et aux comportements parentaux inadaptés. Plus précisément, la désinhibition est liée à pratiquement toutes les facettes de la maltraitance pendant l'enfance, à l'exception des abus sexuels, des pratiques parentales surprotectrices et du comportement parental (p. ex., rejet et chaleur émotionnelle). La négligence émotionnelle et la surprotection maternelle ont des liens positifs avec la méchanceté (elles tendent à la provoquer), tandis que la chaleur émotionnelle maternelle et paternelle ont des associations négatives avec cette dernière (elles tendent à la réduire). Enfin, tant la maltraitance émotionnelle que la négligence physique étaient liées à des caractéristiques trouvées dans l'audace.

## Différences entre les sexes
Le modèle triarchique de la psychopathie de Christopher Patrick suggère que les dispositions de désinhibition et de méchanceté sont associées à la maltraitance autodéclarée pendant l'enfance.